# Sócrates
Sócrates (wł. Sócrates Brasileiro Sampaio de Souza Vieira de Oliveira, ur. 19 lutego 1954 w Ribeirão Preto, zm. 4 grudnia 2011 w São Paulo) – jeden z najwybitniejszych brazylijskich piłkarzy, lekarz.

## Życiorys
Jego umiejętności w zakresie czytania gry oraz prowadzenia piłki były oceniane jako klasa światowa. Znakiem firmowym Sócratesa były zagrania piętką. Był lekarzem pediatrą (po zakończeniu kariery zawodniczej prowadził praktykę lekarską w Ribeirão Preto), intelektualistą, ale również nałogowym palaczem i człowiekiem niestroniącym od alkoholu.
Jako jeden z najlepszych pomocników w historii futbolu Sócrates grał w reprezentacji Brazylii i był jej kapitanem podczas Mistrzostw Świata 1982. Brał także udział w zawodach w 1986.
Sócrates rozpoczynał swoją profesjonalną karierę w 1974 roku w klubie Botafogo Ribeirão Preto w stanie São Paulo, skąd w 1978 roku przeszedł do Corinthians Paulista São Paulo. Występował również we włoskiej Fiorentinie oraz brazylijskich CR Flamengo i Santos FC, zmierzając do końca swojej kariery. W 2004 roku, po ponad 10 latach piłkarskiej emerytury, zgodził się na miesięczny kontrakt na posadzie grającego trenera amatorskiego klubu Garforth Town z Anglii.
Został wybrany przez FIFA jednym ze stu najlepszych piłkarzy XX wieku (lista FIFA 100).
Zmarł w wieku 57 lat w szpitalu w São Paulo wskutek wstrząsu septycznego.
Jego brat Raí również był piłkarzem, mistrzem świata z 1994 roku.